# Aux yeux du souvenir
Pour plus de détails, voir Fiche technique et Distribution.
Aux Yeux du souvenir est un film français réalisé par Jean Delannoy, sorti en 1948.
Le film suit une hôtesse de l'air qui retrouve un pilote de ligne qu'elle a follement aimé trois ans auparavant, avant qu’il ne la quitte sans trop savoir pourquoi. Elle est fiancée aujourd'hui à un commandant de bord mais la nostalgie du passé, le charme présent de son ancien amant et la catastrophe aérienne qu’il a évitée de justesse, ressuscitent les amours qu'on pouvait croire défuntes.

## Synopsis
En 1948 au Sénégal, un avion patrouilleur part à la recherche d'un petit avion d'une compagnie privée qui s'est écrasé dans le désert, non loin de Dakar. On retrouve le pilote, Jacques Forestier, et son mécanicien, Paul Marcadour, à proximité de l'épave. Ils sont indemnes mais ivres morts ! Ils avaient perdu le contrôle de l'appareil. Ils sont rapatriés à Paris sur un vol d'Air France grâce à l'intervention d'un ami, le commandant de bord Pierre Aubry. Jacques est reconnu, dès l'embarquement, par l'hôtesse de l'air, Claire Magny. Cette rencontre ravive ses souvenirs. Trois ans auparavant, Claire se destinait à une carrière de comédienne et Jacques était son amant avant de la quitter précipitamment, déléguant son ami Paul pour la prévenir de leur départ imminent pour Dakar. Pour Claire ce fut la douche froide ! Déprimée, elle avait tenté de se suicider mais avait été sauvée par Marcelle Marinier, une amie hôtesse à Orly. Claire avait fini par abandonner le théâtre et le Cours Simon pour se tourner vers le transport aérien.
À Paris, Jacques retrouve Claire au restaurant habituel. Garçon frivole, il s'excuse maladroitement et avec désinvolture de sa conduite, ignorant tout du mal qu'il lui a fait, en tentant de renouer une liaison qu'il n'avait pas prise au sérieux. Mais Claire le repousse. Feignant l'indifférence, elle lui fait croire qu'elle a un autre homme dans sa vie : Pierre Aubry ! Sans travail, Jacques et Paul sont engagés par Air France, grâce à Pierre qui se charge de leur formation. Celui-ci apprend bientôt par la bouche de Jacques que Claire et lui-même ont été amants. Déçu, Pierre décide de quitter la compagnie et de demander sa mutation pour l'Indochine. Mais Claire, pour l’en dissuader, lui laisse entendre qu'elle accepte d'être sa femme.
Alors qu'ils se retrouvent tous les trois à l'escale de Rio, Jacques fait un scandale, sous l’effet de l’alcool, dans un cabaret en voyant Claire danser dans les bras de Pierre. Se rendant compte qu'il est bien plus attaché à Claire qu'il ne le croyait, Jacques lui annonce son intention d’abréger sa vie. Désespérée, Claire se rend, en peine nuit, à l’hôtel de Jacques pour l’empêcher d’accomplir un geste fatal, en lui avouant avoir voulu mourir, trois auparavant, à cause de lui. L’un comme l'autre souhaiterait renouer leur relation amoureuse, mais Claire ne peut rompre son engagement et la confiance qu’elle a pour Pierre.
C’est une catastrophe aérienne évitée de justesse qui va ressusciter les amours qu'on pouvait croire défuntes. Lors du vol d’un retour sur Dakar, Jacques est aux commandes de l'avion tandis que Claire est à son poste d’hôtesse. Soudain au-dessus de l'océan, le feu se déclare à un moteur, puis à un second. L'appareil risque de s’écraser car il perd très vite de l'altitude. Le radio envoie le signal de détresse. Au prix de gros efforts, Jacques parvient à éviter l'amerrissage et à se poser à Dakar-Yoff, après que Paul, le mécanicien, ait dû descendre le train d’atterrissage à la main. Cette épreuve, où ils ont failli mourir tous le deux, a définitivement rapproché Claire de Jacques. Quand Pierre, qui attendait Claire à l’arrivée, les voit tous les deux rescapés, enlacés sortant de l’avion, il comprend tout et s'éloigne sans un mot.

## Fiche technique
- Titre : Aux yeux du souvenir
- Réalisation : Jean Delannoy assisté de Jack Sanger
- Scénario : Henri Jeanson et Georges Neveux
- adaptation : Jean Delannoy, Henri Jeanson et Georges Neveux
- Dialogue : Henri Jeanson et Georges Neveux
- Décors : René Renoux
- Costumes : Germaine Lecomte
- Musique : Georges Auric, orchestre sous la direction de Jacques Météhen
- Son : Antoine Archimbaud
- Photographie : Robert Lefebvre
- Montage : James Cuénet
- Maquilleur : Alexandre Marcus
- Robes de Germaine Lecomte
- Opérateur : Léon Bellet
- Effets spéciaux : Wilcké
- Script girl : Claude Vériat
- Photographe de plateau : Sam Lévin
- Régisseur : H. Jaquillard
- Production : Joseph Bercholz
- Directeur de production : Ludmilla Goulian
- Société de production : Les Films Gibé
- Tournage à Franstudio (Francoeur et Joinville)
- Pays de production :  France
- Format : Noir et blanc - 1,37:1 - 35 mm - Son mono -
- Genre : Film dramatique
- Durée : 105 minutes
- Date de sortie : 
  - France : 24 novembre 1948

## Distribution
- Michèle Morgan : Claire, l'hôtesse
- Jean Marais : Jacques Forestier, le pilote
- Jean Chevrier : Le commandant Pierre Aubry
- Robert Murzeau : Paul Marcadout
- Jim Gérald : Le major
- Jeannette Batti : Ketty
- Colette Mars : Marcelle Marinier, la chef-Hôtesse de l'air
- Daniel Ivernel : le radio-pilote
- Philippe Lemaire : le copilote
- Jacques Louvigny : Le passager
- Germaine Michel : la patronne
- Moune de Rivel : la chanteuse
- Yette Lucas : la logeuse
- Marfa Dhervilly : une passagère
- Albert Duvaleix : un passager
- René Simon : lui-même
- Nicole Courcel : une élève du cours Simon
- Philippe Nicaud : un élève du cours Simon
- Robert Hossein : un élève du cours Simon
- Léon Arvel
- Jean Ayme
- Simone Barillier
- Lucien Carol
- Lucien Dorval
- Robert Frétel
- Pierre Fromont
- Heddy Miller
- Denise Prêcheur
- Pierre Roussel : un steward [1]
- Janine Viénot
- Lagache
- H. Lemetayer

## Lieux de tournage
- France : Paris et région parisienne : Orly et Le Bourget
- France : Studios de Joinville
- France : Studios Francoeur

## Autour du film
- Ce film est dédié aux équipages de l'Aviation civile. Les personnages et l'action en sont imaginaires. Toutefois, la scène finale a été inspirée d'un événement réel survenu le 19 février 1947 (et non pas le 7 février, comme annoncé dans le préambule). L'exploit a été accompli au-dessus de l’Atlantique, entre les Açores et Dakar, par l'un des équipages de la compagnie Air France, sous la direction du commandant Lechevalier, qui a sauvé l'avion, un Lockheed Constellation,le F-BAZC « Gascogne », en perdition et a évité une catastrophe aérienne meurtrière. L'avion transportait peu de passagers mais un énorme fret, dont des traités de paix destinés à toutes les ambassades d'Europe. Pour s'alléger avant un atterrissage en catastrophe le commandant de bord a préféré vider les réservoirs  pour sauver la cargaison[2].
- Bien que l'on voie parfois des images du Sénégal, le film fut tourné en France, du 2 juillet au 11 septembre 1948. C’est l'ancienne aérogare provisoire d'Orly, un bâtiment de plain-pied recouvert de tôle ondulée qui tient lieu pour le film d'aérogare de Dakar-Yoff, par le simple ajout d'un portique et d’une enseigne. Le film montre aussi la toute nouvelle aérogare d'Orly Nord, un édifice à un étage, mise en service en 1948. Le tournage eut lieu également au Bourget où était installé le Centre de perfectionnement du personnel navigant d'Air France.
- Le titre du film[3] est un emprunt à une citation poétique de Charles Baudelaire dans les Fleurs du mal (1857) : « Ah ! que le monde est grand à la clarté des lampes ! Aux yeux du souvenir que le monde est petit ! »
- Jean Marais fut sacré « le jeune premier le plus populaire de l'année » par la revue Ciné Mondial
- Le film connut un grand succès à sa sortie, classé 5e au Box-office France 1948 avec 4 559 689 entrées.
- Parmi les acteurs on relève un débutant de 21 ans, Robert Hossein[4].

## Récompenses et distinctions
- 1948 : Victoires du cinéma français : Victoire du meilleur français et Victoire de la meilleure actrice française : Michèle Morgan pour Aux yeux du souvenir
- 1949 : nommé à la Mostra de Venise